# Jörg Wunderlich (Arachnologe)
Jörg Wunderlich (geboren am 19. Dezember 1939 in Berlin) ist ein deutscher Arachnologe.

## Leben
Jörg Wunderlich wuchs zunächst im Osten Berlins auf und zog mit seiner Familie 1951 in den Westteil der Stadt. Die in der Nachkriegszeit eingeschränkten Möglichkeiten der schulischen Ausbildung und der Wechsel in ein Schulsystem mit stark unterschiedlichen Lehrplänen führten dazu, dass Wunderlich erst mit 20 Jahren die Abiturprüfung ablegte. Er nahm ein Lehramtsstudium der Mathematik auf, wechselte jedoch bald zu Biologie, Geographie, Politikwissenschaften und Philosophie. Sein Grundstudium schloss er mit einer Examensarbeit zur Webspinnenfauna der Berliner Pfaueninsel ab. 1969 zog Wunderlich nach Baden-Württemberg, beendete sein Lehramtsstudium und wurde Lehrer am Gymnasium Neuenbürg. Diese Tätigkeit übte er 25 Jahre lang aus, während der letzten zehn Jahre in Teilzeit. An seinem neuen Wohnort Straubenhardt war Wunderlich zehn Jahre lang für Bündnis 90/Die Grünen Mitglied des Gemeinderats.

## Arachnologie
Wunderlich erarbeitete sich seine Sachkunde in der Arachnologie überwiegend autodidaktisch. Zu Beginn seiner wissenschaftlichen Arbeit musste er erleben, dass seine Arbeiten vor den Herausgebern und Gutachtern arachnologischer Publikationen keinen Bestand hatten, weil es ihnen an Hintergrundwissen zu Paläontologie und Paläoarachnologie mangelte. Daher publizierte Wunderlich überwiegend im Selbstverlag. Während seine ersten Arbeiten faunistische und ökologische Untersuchungen der deutschen Spinnenfauna waren, wandte er sich bald der Taxonomie zu. Dazu verfasste er mehr als 100 Veröffentlichungen, darunter Revisionen der Gattungen Micaria und Walckenaeria und zahlreiche Erstbeschreibungen europäischer Webspinnen.
Einer von Wunderlichs Arbeitsschwerpunkten ist die Taxonomie, Faunistik und Biogeografie der Spinnen Makaronesiens. Dazu hat er zwei umfangreiche Monografien veröffentlicht, die zahlreiche Erstbeschreibungen enthalten. Seit den 1980er Jahren befasst sich Wunderlich mit Inklusen in Bernstein, auch in diesem Bereich hat er zahlreiche Taxa nicht nur der Webspinnen, sondern auch verwandter Ordnungen beschrieben. In Bezug auf die Anzahl der beschriebenen Arten gehört Wunderlich mit mehr als 1.200 Arten (ohne Synonyme, einschließlich fossiler Taxa) zu den zehn produktivsten Arachnologen der Geschichte. Dabei ist er im Unterschied zu Eugène Simon (fast 3.800 Arten) nicht durch völlige wirtschaftliche Unabhängigkeit begünstigt und konnte nicht wie Norman I. Platnick (mehr als 1.800 Arten) auf die Infrastruktur eines großen Naturkundemuseums und einen Stab von Mitarbeitern zurückgreifen. Für Faunistik, Verhalten, Parasitismus, Mimikry und Ökologie fossiler Spinnentiere ist Wunderlich einer von weltweit nur wenigen Arachnologen, die sich mit diesen Themen beschäftigen.
Wunderlich ist gelegentlich außerhalb seines Fachgebiets in Erscheinung getreten, so als Koautor bei der Erstbeschreibung des fossilen Rußtaupilzartigen Metacapnodium succinum. Sein Autorenkürzel lautet „J.Wund.“

## Dedikationsnamen (Auswahl)
- Bianor wunderlichi Logunov, 2001
- Carbinea wunderlichi Davies, 1999
- Clubiona wunderlichi Mikhailov, 1992
- Nasoona wunderlichi (Brignoli, 1983)
- Philodromus wunderlichi Muster & Thaler, 2007
- Prodidomus wunderlichi Deeleman-Reinhold, 2001
- Scotognapha wunderlichi Platnick, Owtscharenko & Murphy, 2001
- Scutpelecopsis wunderlichi Marusik & Gnelitsa, 2009
- Setaphis wunderlichi Platnick & Murphy, 1996
- Synaphris wunderlichi Marusik & Zonstein, 2011
- Telema wunderlichi Song & Zhu, 1994
- Tenuiphantes wunderlichi (Saaristo & Tanasevitch, 1996)
- Theridion wunderlichi Penney, 2001
- Tibiaster wunderlichi Eskov, 1995
- Walckenaeria wunderlichi Tanasevitch, 1983
- Wugigarra wunderlichi (Deeleman-Reinhold, 1995)
- Xysticus wunderlichi Logunov, Marusik & Trilikauskas, 2001
- Zarqagonomegops wunderlichi Kaddumi, 2007
- Cratosolpuga wunderlichi Selden, 1996
- Palaeoananteris wunderlichi Lourenço, 2004

## Erstbeschreibungen (Auswahl)
Wunderlich hat fast 1.300 rezente und fossile Arten der Webspinnen in 76 Familien beschrieben. Von besonderer Bedeutung sind seine Arbeiten zur Taxonomie fossiler Spinnentiere, mit mehr als 20 beschriebenen Familien, und mit mehr als der Hälfte aller bislang beschriebenen Arten fossiler Webspinnen.
- Baltsuccinidae Wunderlich, 2004
- Burmadictynidae Wunderlich, 2017
- Burmascutidae Wunderlich, 2008
- Burmathelidae Wunderlich, 2017
- Comaromidae Wunderlich, 2004
- Cretacothelidae Wunderlich, 2017
- Hirsutisomidae Wunderlich, 2017
- Lagonomegopidae Eskov & Wunderlich, 1995
- Micropalpimanidae Wunderlich, 2008
- Monoricinulidae Wunderlich, 2017
- Parvithelidae Wunderlich, 2017
- Pholcochyroceridae Wunderlich, 2008
- Pimoidae Wunderlich, 1986
- Plumorsolidae Wunderlich, 2008
- Praearaneidae Wunderlich, 2017
- Praeterleptonetidae Wunderlich, 2008
- Praetheridiidae Wunderlich, 2004
- Protheridiidae Wunderlich, 2004
- Pumiliopimoidae Wunderlich, 2008
- Salticoididae Wunderlich, 2008
- Sinopimoidae Li & Wunderlich, 2008
- Succinomidae Wunderlich, 2008
- Synaphridae Wunderlich, 1986
- Vetiatoridae Wunderlich, 2017
- Otacilia loriot Jäger & Wunderlich, 2017

## Veröffentlichungen (Auswahl)
- Spinnenfauna gestern und heute. Erich Bauer bei Quelle & Meyer, Wiesbaden 1986, ISBN 3-88988-104-1.
- Die fossilen Spinnen im dominikanischen Bernstein. Selbstverlag, Straubenhardt 1988.
- Die Spinnen-Fauna der Makaronesischen Inseln. Taxonomie, Ökologie, Biogeographie und Evolution. Selbstverlag, Straubenhardt 1991.
- mit Frieder Sauer: Die schönsten Spinnen Europas. Nach Farbfotos erkannt. 5. Auflage. Fauna Verlag 1997, ISBN 3-923010-03-6.
- Fossil spiders in amber and copal. Conclusions, revisions, new taxa and family diagnoses of fossil and extant taxa. 2 Bände. Selbstverlag, Hirschberg 2004, ISBN 3-931473-10-4.
- Fossil and extant spiders (Araneae). Phylogeny, diversifications, extinctions, biogeography, ecology and ethology. Selbstverlag, Hirschberg 2008, ISBN 978-3-931473-11-2.
- The spider families of Europe. Keys, diagnoses and diversity. Selbstverlag, Hirschberg 2012, ISBN 978-3-931473-14-2.
- Mesozoic spiders. Spinnen des Erdmittelalters. Selbstverlag, Hirschberg 2015, ISBN 978-3-931473-15-0.
- Ten papers on fossil and extant spiders (Araneae). Selbstverlag, Hirschberg 2017, ISBN 978-3-931473-16-7.